# Chiesa di San Pancrazio (Bovisio Masciago)
La chiesa di San Pancrazio è la parrocchiale di Bovisio Masciago, in provincia di Monza e Brianza e arcidiocesi di Milano; fa parte del decanato di Desio.

## Storia
La prima citazione di una cappella a Bovisio risale al XIII secolo ed è da ricercare nel Liber Notitiae Sanctorum Mediolani, redatto da Goffredo da Bussero, in cui si legge che essa dipendeva dalla pieve di Desio; questa situazione è confermata dalla Notitia cleri del 1398 e dal Liber seminarii 1564. 
Dalla relazione della visita del 1758 del delegato arcivescovile Antonio Verri, si apprende che la parrocchiale di San Pancrazio, in cui aveva sede la confraternita del Santissimo Sacramento, aveva come filiali gli oratori di San Francesco in Mombello, della Beata Maria Vergine in Mombellino e di San Martino in Masciago e che i fedeli ammontavano a 1020.
La prima pietra della nuova parrocchiale venne posta il 10 agosto 1765; l'edificio, disegnato dall'architetto Giulio Galliori e realizzato al posto della precedente chiesa distrutta da un'esondazione del Seveso, fu portato a compimento nel 1774, mentre tra il 1788 e il 1799 si procedette ad erigere la torre campanaria.
Nel 1900 l'arcivescovo Andrea Carlo Ferrari, in occasione della sua visita pastorale, trovò che la parrocchiale, la quale aveva alle sue dipendenze gli oratori di San Martino Vescovo in Masciago Milanese, di San Giuseppe in Mombello e un oratorio in località Mombellino, era sede della confraternita del Santissimo Sacramento e che il numero dei fedeli era pari a 3400.
La facciata venne interessata da un restauro nel 1919 e, tra il 1936 e il 1946, si provvide ad ampliare la chiesa, mentre nel 1951 fu rifatto il pavimento; nel 1974 fu restaurato il campanile.
Tra il 1971 e il 1972, con la riorganizzazione territoriale dell'arcidiocesi voluta dal cardinale Giovanni Colombo, la parrocchia confluì nel decanato di Desio, nato dalla trasformazione del precedente vicariato.

## Descrizione

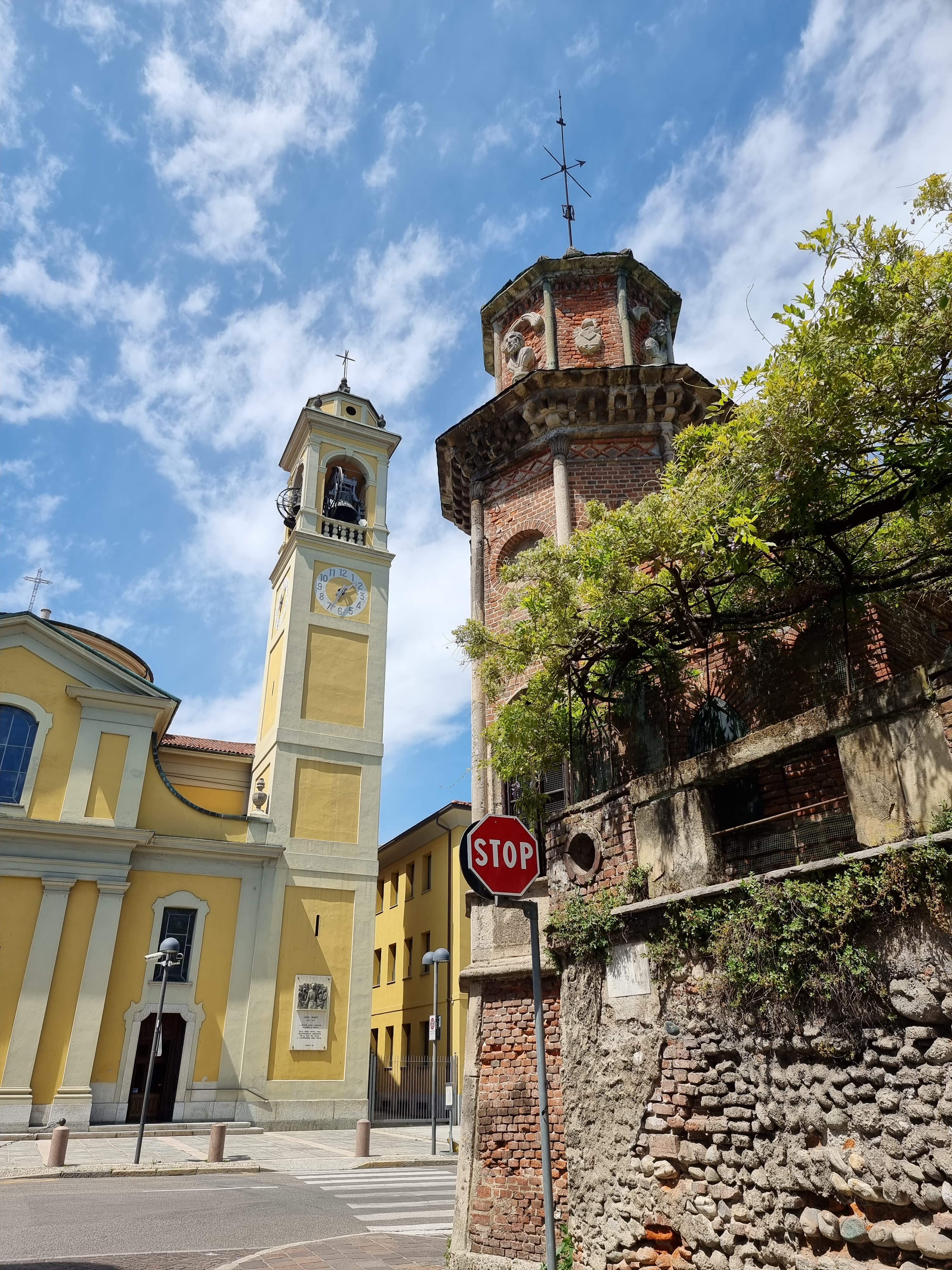
Il campanile

### Esterno
La facciata a salienti della chiesa, rivolta a sudest, è suddivisa da una cornice marcapiano modanata in due registri, entrambi scanditi da lesene; quello inferiore, più largo, presenta al centro il portale d'ingresso e ai lati i due ingressi minori, sormontati da altrettante finestre, mentre quello superiore è caratterizzato da un finestrone e coronato dal timpano di forma triangolare.
Annesso alla parrocchiale è il campanile a base quadrata, la cui cella presenta su ogni lato una monofora a tutto sesto protetta da balaustra e coronata dal tetto a otto falde sorretto dal tamburo.

### Interno
L'interno dell'edificio, la cui pianta è a croce greca, è suddiviso da colonne e pilastri sorreggenti degli archi a tutto sesto in tre navate, di cui le laterali coperte da volte a botte e volte a crociera e la centrale, invece, dal soffitto piano; al termine dell'aula si sviluppa il presbiterio, rialzato di alcuni gradini, delimitato da balaustre e chiuso dall'abside con gli angoli smussati.